# 發射塔架

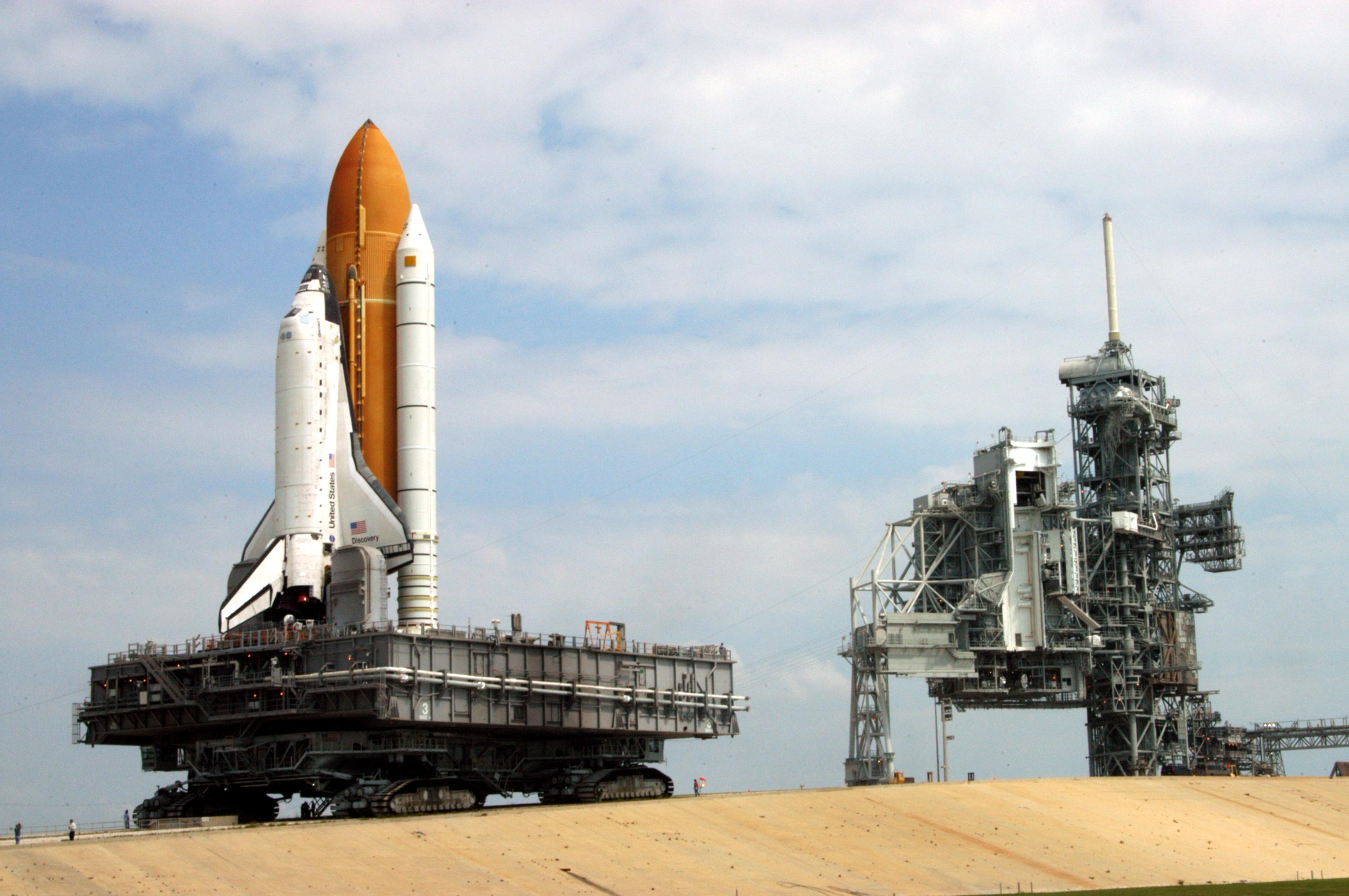
右側為发射塔架

发射塔架是指安裝在火箭发射台上的鋼結構或鋼塔。鋼塔內有一個電梯，方便維護人員進出。发射塔架的作用是方便維護人員給火箭燃料加注、测试检查火箭。火箭在發射前要進入发射塔架，然後再發射。